# Valse en si mineur de Chopin
La Valse en si mineur de Chopin, op. 69 no 2, est une valse pour piano seul, en trois mouvements, composée en 1829 par Frédéric Chopin. C'est un des chefs-d'œuvre de son œuvre, publié à titre posthume en 1855 par son ami Julian Fontana (en même temps que sa Valse de l'adieu de 1835),.

## Histoire
Frédéric Chopin (1810-1849) naît en Pologne, où il intègre en 1826 la Haute École de Musique de Varsovie (actuelle université de musique Frédéric-Chopin). Il y rencontre son ami Julian Fontana, assiste à de nombreux concerts, compose ses premiers chefs-d'œuvre (dont son nocturne n° 20 de 1830), et assure avec succès les premiers concerts de sa carrière dans les plus grandes salles de Varsovie. Cette période est aussi celle de ses premiers sentiments amoureux pour la jeune cantatrice soprano Konstancja Gladkowska (en) qui poursuit ses études au conservatoire, qu'il accompagne au piano, à qui il ne se déclarera jamais, et muse pour qui il compose sa valse en ré-bémol majeur, opus 70, no 3 (en), son concerto pour piano no 1 de 1830, et également probablement cette valse romantique opus 69 n° 2 de jeunesse, en 1829, à l'âge de 19 ans, à la fois joyeuse, amoureuse, enflammée, mélancolique, et nostalgique. Son départ définitif de Varsovie pour Paris en 1831 marque la fin de sa relation avec Konstancja Gladkowska.
Cette œuvre fait partie des nombreuses œuvres personnelles que Chopin (un des maîtres de la musique romantique du XIXe siècle) désire ne jamais publier et faire détruire après sa disparition. Elle est malgré tout publiée 6 ans après sa disparition, à titre posthume, contre sa volonté, en 1855, par son ami de jeunesse et collaborateur Julian Fontana,.